# 斯賓納克塔

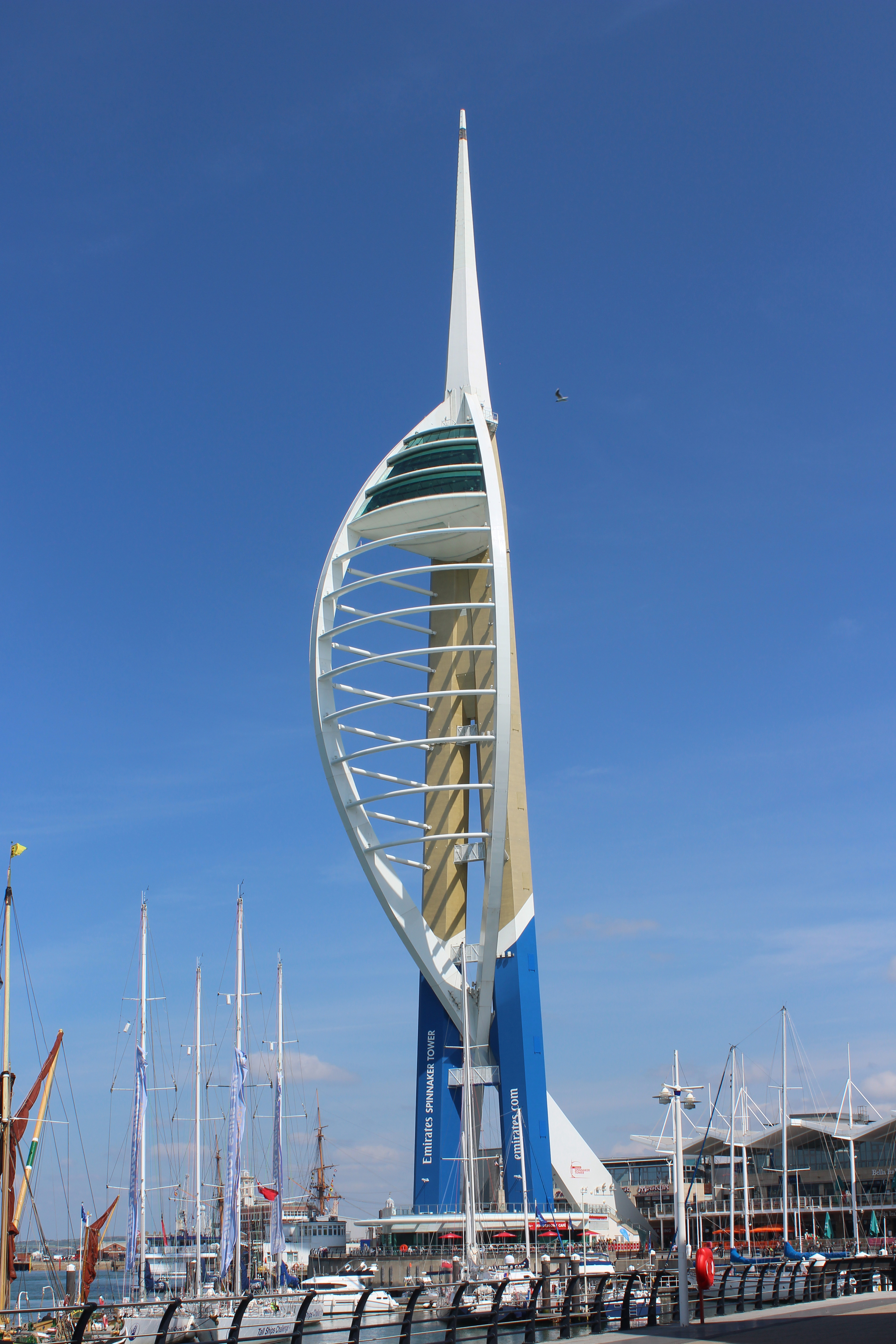
斯賓納克塔

斯賓納克塔（Spinnaker Tower）是位於英國朴茨茅斯的一座建築，為朴茨茅斯地標之一。斯賓納克塔高170米，外形為三角帆形。斯賓納克塔開業於2005年10月18日。2015年7月開始，由於開始接受阿聯酋航空的贊助，斯賓納克塔的正式名稱改為阿聯酋航空斯賓納克塔。

## 外部連結
- Spinnaker Tower website (Heritage Projects Ltd) （页面存档备份，存于）
- Web Cam of Spinnaker Tower